# Melville United Association Football Club
Maillots
Actualités
Le Melville United AFC est un club néo-zélandais de football basé à Hamilton.

## Historique
- 1972 : fondation du club sous le nom de Melville District Schoolboys AFC
- 1996 : fusion avec le Waikato United (fondé en 1988) en Melville United AFC

## Palmarès
- Coupe de Nouvelle-Zélande
  - Finaliste : 2003 et 2019